# Haritz Garde
Haritz Garde Fernández (San Sebastián, 23 de enero de 1976) es un músico español, actual baterista del grupo de pop La Oreja de Van Gogh.

## Biografía
Nació en San Sebastián el 23 de enero de 1976. Conoció a Pablo Benegas y a Álvaro Fuentes, también componentes del grupo, en la Facultad de Derecho de la Universidad del País Vasco.